# Distribucions discretes estables
Les distribucions discretes estables són una classe de distribucions de probabilitat amb la propietat que la suma de diverses variables aleatòries d'aquesta distribució sota una escala adequada es distribueix segons la mateixa família. Són l'analògic discret de les distribucions estables contínues.
Les distribucions discretes estables s'han utilitzat en nombrosos camps, en particular en xarxes sense escala com Internet, xarxes socials o fins i tot xarxes semàntiques.
Tant les classes discretes com les contínues de distribució estable tenen propietats com ara la divisibilitat infinita, les cues de la llei de potència i la unimodalitat.
La distribució estable discreta més coneguda és la distribució de Poisson que és un cas especial. És l'única distribució discreta-estable per a la qual la mitjana i tots els moments d'ordre superior són finits.

## Definició
Les distribucions discretes estables es defineixen mitjançant la seva funció de generació de probabilitats
{\displaystyle G(s|\nu ,a)=\sum _{n=0}^{\infty }P(N|\nu ,a)(1-s)^{N}=\exp(-as^{\nu }).}
En l'anterior, {\displaystyle a>0} és un paràmetre d'escala i {\displaystyle 0<\nu \leq 1} descriu el comportament de la llei de poder de manera que quan {\displaystyle 0<\nu <1},
{\displaystyle \lim _{N\to \infty }P(N|\nu ,a)\sim {\frac {1}{N^{\nu +1}}}.}
Quan {\displaystyle \nu =1} la distribució es converteix en la distribució de Poisson familiar amb mitjana {\displaystyle a}.
La funció característica d'una distribució discreta-estable té la forma:
{\displaystyle \varphi (t;a,\nu )=\exp \left[a\left(e^{it}-1\right)^{\nu }\right]}, amb {\displaystyle a>0} i {\displaystyle 0<\nu \leq 1} .
De nou, quan {\displaystyle \nu =1} la distribució es converteix en la distribució de Poisson amb mitjana {\displaystyle a}.
La distribució original es recupera mitjançant la diferenciació repetida de la funció generadora:
{\displaystyle P(N|\nu ,a)=\left.{\frac {(-1)^{N}}{N!}}{\frac {d^{N}G(s|\nu ,a)}{ds^{N}}}\right|_{s=1}.}